# „Madár-féreg” pecsétírás
A „madár-rovar pecsétírás” a csin-ven (jinwen) (金文) típusú nagy pecsétírás egy különleges formai változatát képviseli, amely annak egy rendkívül cirkalmas, dekoratív formája, és amelynek használata a Csou (Zhou)-dinasztia idején leginkább a déli államokban volt elterjedt. Ókori szövegek, különböző elnevezésen gyakorta említik, ma leginkább az egykori déli fejedelemségek területeiről előkerült fémtárgyak, fegyverek feliratain találkozni vele.

## Elnevezései
Az elnevezésében is különleges stílus nevében a niao 鳥 / 鸟 'madár' és a csung (chong) 蟲 / 虫 'rovar', 'féreg' szavak összevonása. Megjegyzendő, hogy a klasszikus kínai nyelvben a 'féreg' alatt nem csupán a rovarokat vagy rovarszerű lényeket értették, hanem valamennyi csúszó-mászó állat, a kígyó, a gyík, a varánusz, az aligátor stb., de még a sárkány összefoglaló elnevezése is volt. A korai értelmezések szerint a stílus onnan kapta a nevét, mert az írásjegyek formái a madarak lábnyomát, illetve a csúszó-mászó állatok tekergőzését idézik.
Az ókori kínai írott források gyakorta említik ezt a különleges írásváltozatot. Bár számos elnevezéssel illették a történelem során, szinte bizonyosnak látszik, hogy minden esetben a „madár-féreg”-írást kívánták jelölni vele:
- „madár-féreg írás” - niao-csung ven (niao-chong wen) 鳥蟲文 / 鸟虫文
- „madár-féreg pecsét(írás)” - niao-csung csuan (niao-chong zhuan) 鳥蟲篆 / 鸟虫篆
- „madár-féreg stílus” - niao-csung ti (niao-chong ti) 鳥蟲體 / 鸟虫体
- „féreg-írás” - csung-su (chongshu) 蟲書 / 虫书
- „madár-írás” - niao-su (niaoshu) 鳥書 / 鸟书
- „madár pecsét(írás)” - niao-csuang (niaozhuang) 鳥篆 / 鸟篆
- „hal-írás” - jü-su (yushu) 魚書 / 鱼书

## Kialakulása, elterjedése
Az i. sz. 100 körül, a Han-dinasztia idején összeállított etimológiai szótár, a Suo-ven csie-ce (Shuowen jiezi)ben 《說文解字》 a Csin (Qin)-korban létezett írásjegy stílusok (ce-ti (ziti) 字體 ) egyikeként említi.
A legkorábbi „madár-féreg” stílusban íródott felirat a Tavasz és ősz korszakból ismert. Emlékei kivétel nélkül mindig az egykori déli államok (Vu (Wu) 吳, Jüe (Yue) 越, Csu (Chu) 楚, Caj (Cai) 蔡, Hszü (Xu) 徐, Szung (Song) 宋 stb. ) területéről került elő, s kizárólag csak rituális bronzedények, fegyverek feliratain szerepel.
Bár a Hadakozó fejedelemségek korában (i. e. 5-3. sz.) a fent említett államokban még igen elterjedt és közkedvelt volt, a Csin (Qin)-dinasztia idején végrehajtott központi írásreform eredményeképpen a nagy pecsétírás több regionális változatával együtt megszűnt.
Feltehetően soha nem használták a mindennapi gyakorlat során, alkalmazása inkább szakrális, dekoratív jellegű lehetett, épp ezért funkcióját tekintve több szakértő az arab írás kufikus formájához, illetve a maja íráshoz hasonlítja.* 